# Приско, Джулио
Джулио Приско (итал. Giulio Prisco; род. 1957, Неаполь) — итальянский учёный, физик, является специалистом в области информационных технологий и виртуальной реальности, а также писателем, футурологом и трансгуманистом. Он известен как сторонник крионики и содействует научно-популярному онлайн журналу Tendencias 21. Джулио Приско создал teleXLR8, интерактивную программу для общения, использующую виртуальную реальность и видеоконференции, посвященную последним достижениям в области коммуникации и IT.. Исследователь занимается обсуждением и анализом широкого круга вопросов, связанных в том числе с наукой, информационными технологиями, новыми технологиями, виртуальными мирами, освоением космоса и футурологией. Идеи Приско о виртуальной реальности, технологическом бессмертии, загрузке сознания и новых научных религиях широко показаны в книге OUP «Apocalyptic AI — Visions of Heaven in Robotics, Artificial Intelligence, and Virtual Reality».
Ранее ведущий специалист в Европейском космическом агентстве, Приско является физиком и учёным. Он работал в качестве члена совета директоров Всемирной ассоциации трансгуманизма, был его временным исполнительным директором, сейчас продолжает работать членом совета директоров Institute for Ethics and Emerging Technologies и Итальянской Трансгуманистической ассоциации. Он также является членом консультативного совета Фонда Lifeboat и одним из основателей Order of Cosmic Engineers и Turing Church, молодых организаций, которые утверждают, что преимущества технологической сингулярности, которые будут следствием ускоряющихся научных открытий, должны стать жизнеспособной альтернативой обещаниям крупных религиозных групп.
Приско неоднократно вступал в спор с технокритиком Дейлом Каррико, который утверждает, что трансгуманизм является технологическим утопизмом, превратившимся в новое религиозное движение. Приско соглашается, но подчеркивает, что трансгуманизм является «антирелигией», поскольку он предлагает много преимуществ религии, но лишен её недостатков.